# Chapelle Sainte-Barbe de Névez
Pour les articles homonymes, voir Chapelle Sainte-Barbe.
La chapelle Sainte-Barbe est un édifice situé à Névez, en France.

## Localisation
La chapelle est située sur le territoire de la commune de Névez, au lieu-dit Le Bourg, dans le département du Finistère, en région Bretagne.

## Description
La chapelle a servi, avant le XIXe siècle, d'église paroissiale, avant la construction de l'édifice actuel situé sur la place. Depuis cette époque, la chapelle a servi au culte de manière épisodique. Elle se trouvait au centre d'un placître aujourd'hui dénaturé par l'élévation de maisons aux XIXe et XXe siècles. Le plan en croix latine est déformé au nord par une sacristie accolée entre la nef et le transept nord. À l'intérieur, la nef possède des sablières aux engoulants peints et aux poinçons à bases moulurées. La voûte en berceau en lambris de bois est peinte.

## Historique
Datant de la seconde moitié du XVe siècle, la chapelle fut édifiée avec la contribution des seigneurs du Hénan dont les armes — trois simples fusées — figurent au tympan du vitrail Nord, ainsi que sur la clé pendante de la voûte. La chapelle fit fonction d'église paroissiale jusqu'à la construction au XVIIe siècle d'un premier édifice plus important – Sainte Thumette : Dès lors, elle ne servit plus au culte que de façon isolée. En 2004, elle est désacralisée et affectée à des usages culturels tels qu'expositions d'art, concerts, conférences.
La chapelle est inscrite (les principales pièces présentes dans la chapelle le sont également (autel, tabernacle, autel du Saint-Esprit, statues en bois polychrome, boiseries...) au titre des monuments historiques par arrêté du 23 mars 1972.

## Galerie

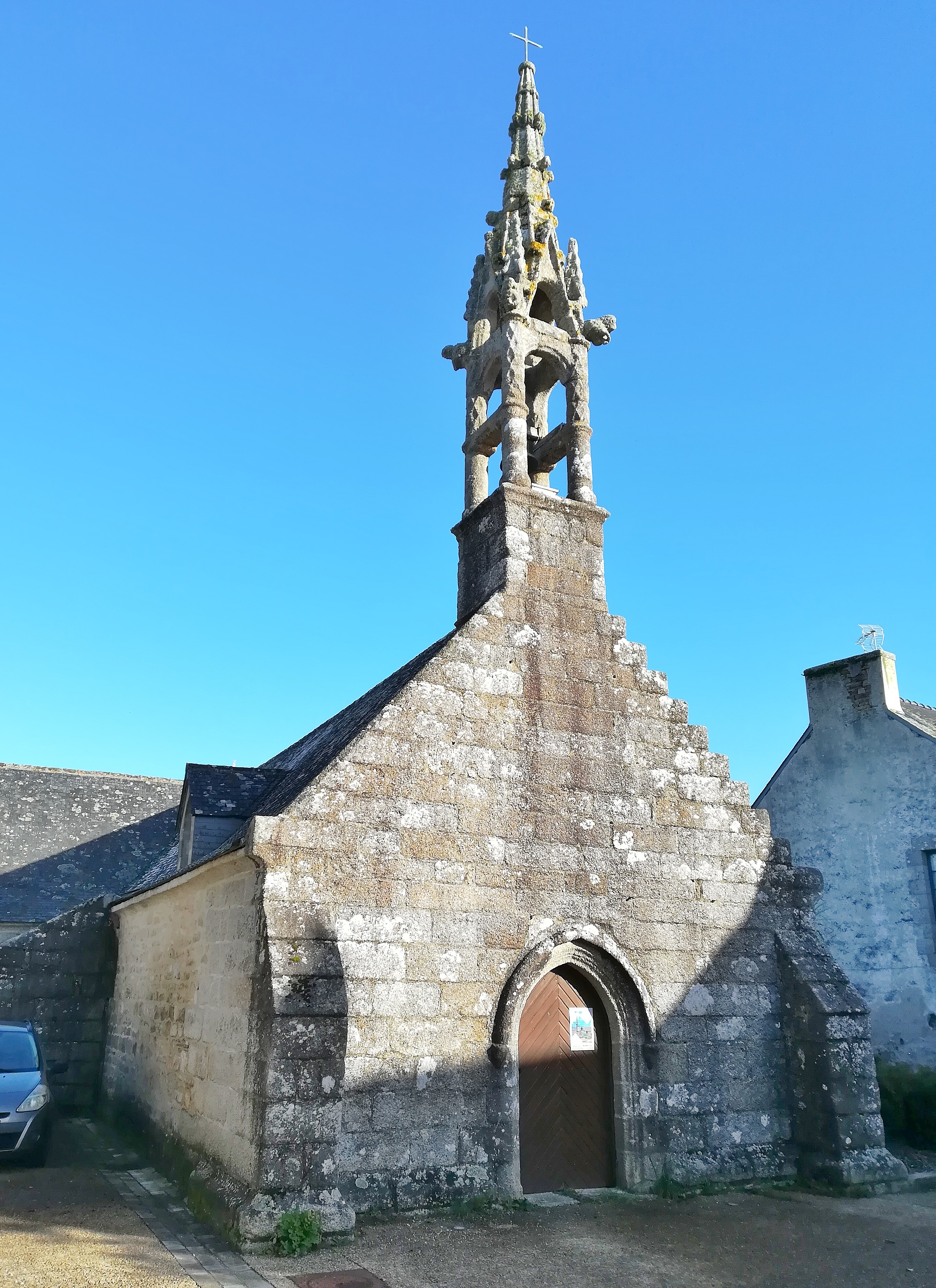
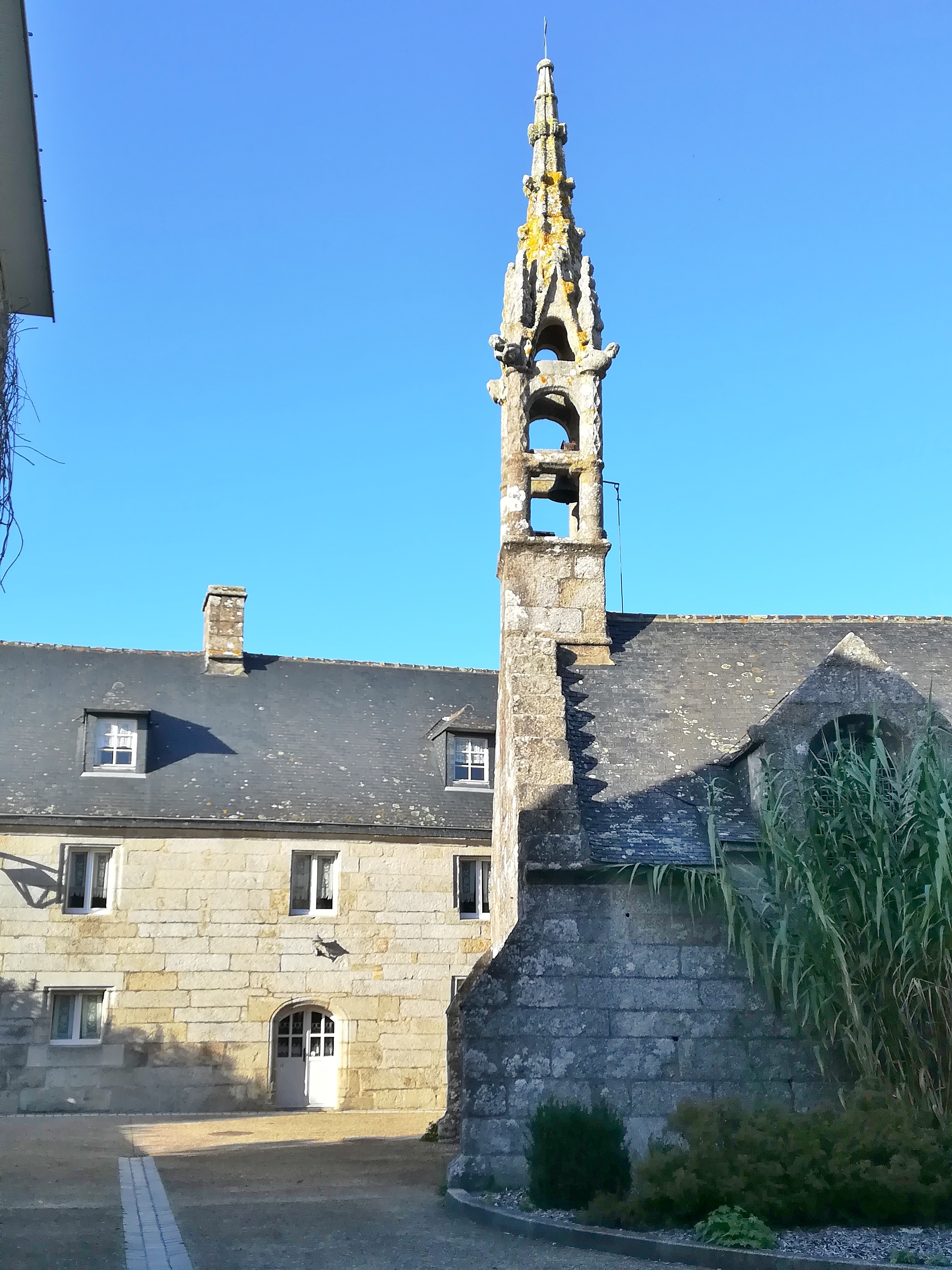
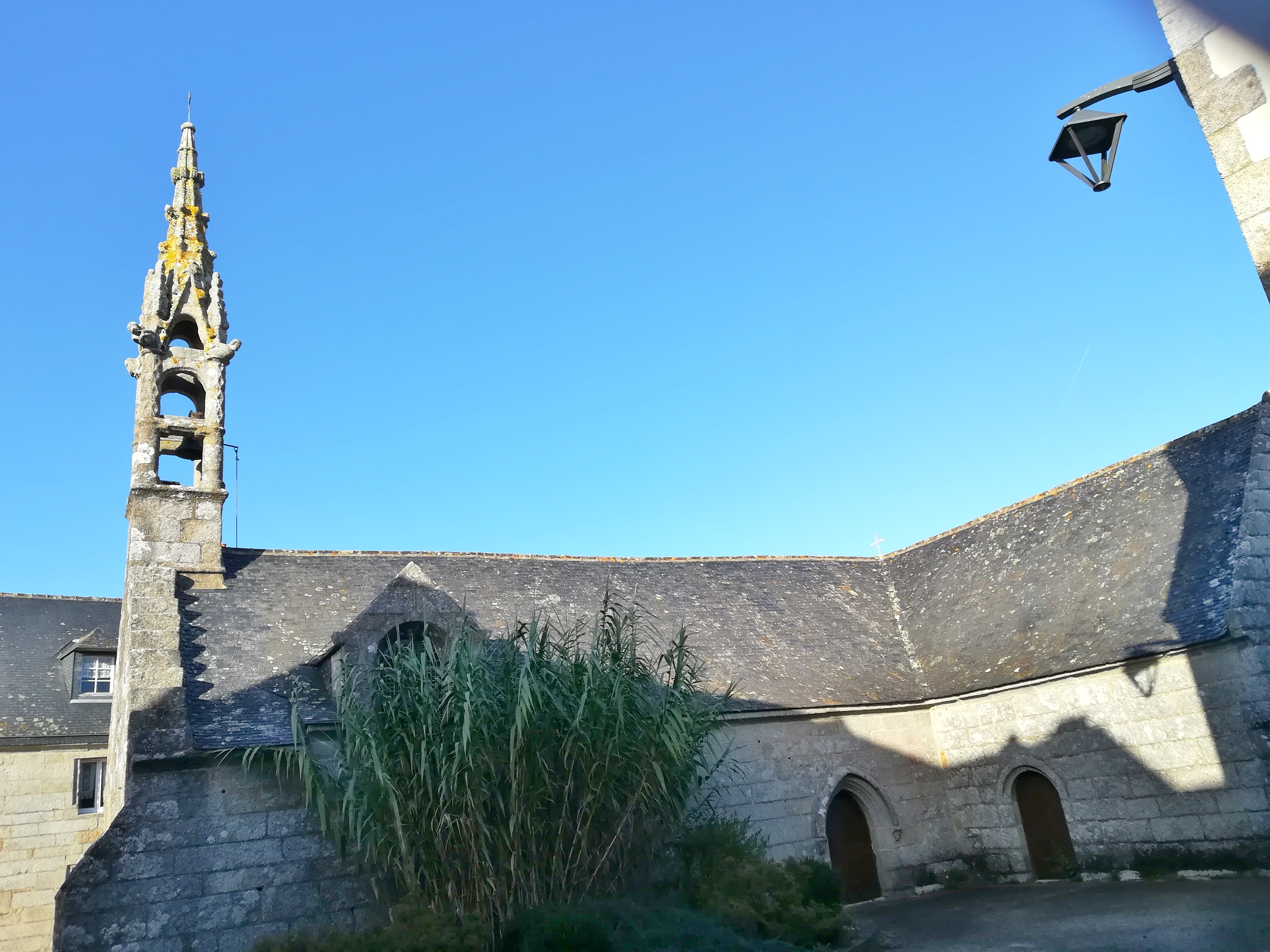